# Medibus
Der Medibus ist ein spezieller Omnibus, der als mobile Hausarzt-Praxis regelmäßig ausgewählte Gemeinden zur ambulanten medizinischen Patientenversorgung anfährt. Er verfügt über einen Wartebereich, einen kleinen Behandlungsraum und ein Sprechzimmer. Apparativ ist er mit einem EKG-Monitor-Defibrillator, einer Lungenfunktion, einem Ultraschallgerät und moderner Praxis-EDV ausgestattet. Ein Schnelllabor (Point of Care Testing) dient der Diagnostik von Herzinfarkt, Lungenembolie und tiefer Beinvenenthrombose, sowie zur Überprüfung von gerinnungshemmenden Therapien (Marcumar/ Phenprocoumon). In  speziellen temperaturüberwachten Kühlschränken werden alle durch die Ständigen Impfkommission (STIKO) empfohlenen Impfungen vorgehalten. Es können kleinchirurgische Eingriffe wie die Versorgung von Wunden, das Spalten von Abszessen oder das Entfernen von Hautveränderungen vorgenommen werden. 
Als mobile Hausarztpraxis startete der Medibus bei der Kassenärztlichen Vereinigung (KV) Hessen. Das Pilotprojekt von KV Hessen und DB Regio entstand aufgrund des Ärztemangels in ländlichen Regionen. Der Medibus ist als Ergänzung zum Angebot der ambulanten Versorgung gedacht, um dort, wo nicht mehr ausreichend niedergelassene Hausärzte tätig sind, eine Verbesserung der Patientenversorgung zu erreichen und gleichzeitig die niedergelassenen Hausärzte zu entlasten. 
Seit 1. Juli 2018 hält der Medibus regelmäßig in den Gemeinden Cornberg, Herleshausen, Nentershausen, Sontra, Ringgau und Weißenborn.
Das hessische Medibus-Projekt wurde im Dezember 2021 um drei Jahre bis 2024 verlängert. Das Angebot wird durch die Teilnahme der Diakonie Eschwege Land und des dazugehörigen Hospizdienstes erweitert, so dass ab 2022 auch Pflegeberatung, Seelsorge oder Beratungsmöglichkeiten zu Patientenverfügung und Vorsorgevollmacht im Bus möglich sein werden.